# Maniów (powiat głogowski)
Maniów – wieś w Polsce położona w województwie dolnośląskim, w powiecie głogowskim, w gminie Jerzmanowa.

## Podział administracyjny
W latach 1975–1998 miejscowość należała administracyjnie do województwa legnickiego.

## Demografia
Najmniejsza wieś gminy Jerzmanowa. Według ostatniego Narodowego Spisu Powszechnego liczyła 99 mieszkańców (31 III 2011 r.).

## Zabytki
Do wojewódzkiego rejestru zabytków wpisany jest obiekt:
- park, z XIX w.